# Vilayet

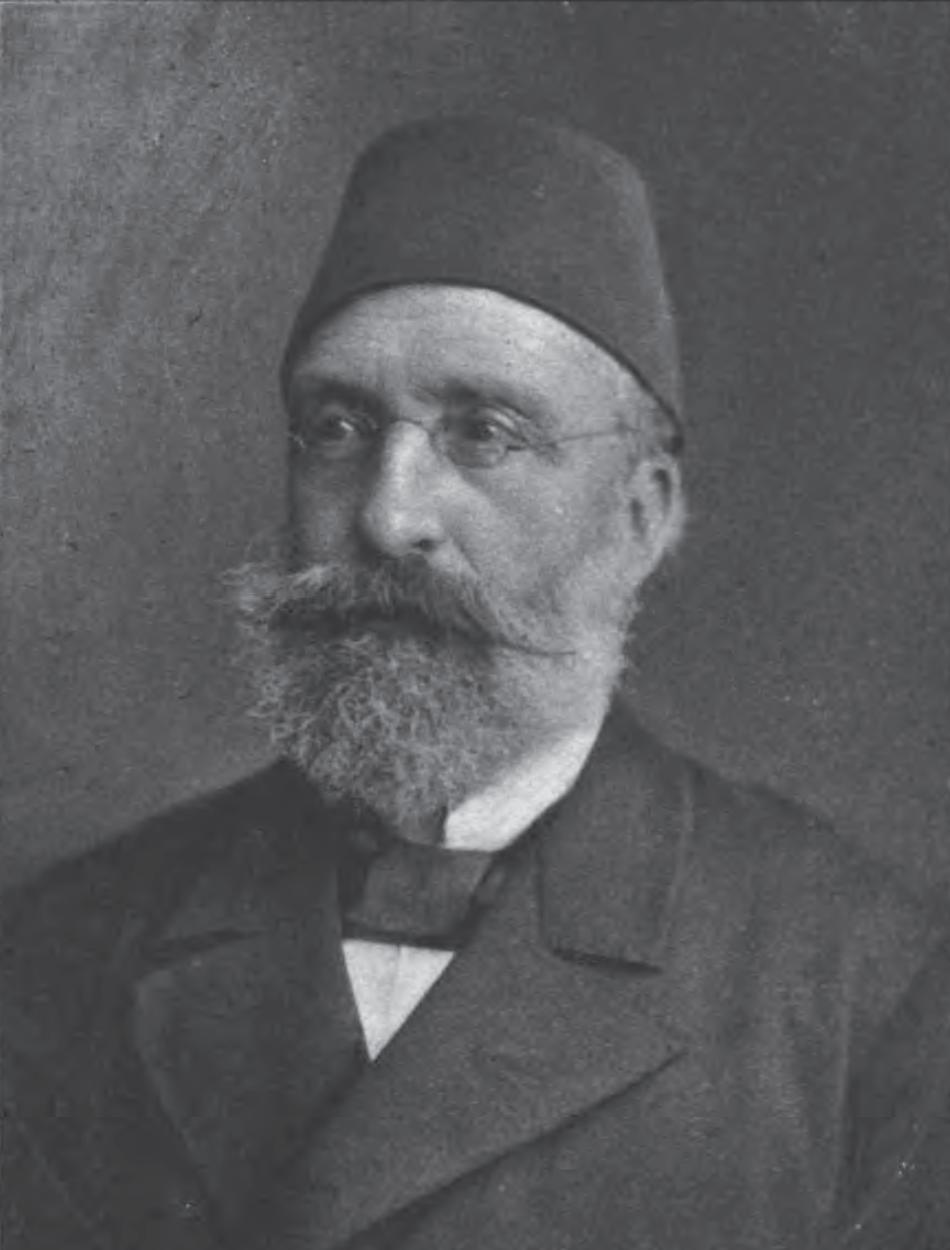
Midhat Pacha, le principal partisan du concept du Vilayet.

Un vilayet (de l'arabe ولاية, « wilaya ») est une subdivision administrative de premier ordre de l'Empire ottoman, introduite le 21 janvier 1867 par la loi des Vilayets (tr) (en turc : Teşkil-i Vilayet Nizamnamesi, en arabe : ولاية). Cette réforme s'inscrivait dans le cadre des Tanzimat, ordonnées dans l'ensemble de l'Empire par le Hatti-Humayoun de 1856. En premier lieu, la nouvelle entité fut appliquée au vilayet du Danube à titre expérimental, dirigé par le principal réformiste de l'Empire, Midhat Pacha. Elle fut ensuite progressivement mise en œuvre jusqu'à être la norme pour toutes les provinces en 1884.
Le terme vilayet (pluriel vilayetler) ou vilâyet, utilisé officiellement dans la république de Turquie jusqu'en 1960 puis remplacé par le terme il (pluriel iller), est encore utilisé aujourd'hui, dans le même sens (« province »).

## Fonctionnement
L'Empire ottoman avait déjà commencé à moderniser son administration et régulariser ses provinces dans les années 1840. La Loi des Vilayets s'est étendue à tout le territoire du Sultan avec une hiérarchie des unités administratives :
- le vilayet, dirigé par un vali ;
- le sandjak, dirigé par un mütesarrif ;
- les districts, sous un kaimakam ;
- les communes, sous un müdir.

Le vali était le représentant du Sultan dans le vilayet, et par conséquent le responsable suprême de l'administration. Il était aidé de plusieurs secrétaires, chargé des finances (defterdar), de la correspondance et des archives (mektubci), des relations internationales, des travaux publics, de l'agriculture et du commerce, nommés par les ministres respectifs. Avec le président de la Cour Suprême (Mufettis-i hukka-i Seri'a), ces fonctionnaires formaient le conseil exécutif du vilayet. De plus, il y avait un conseil provincial élu de quatre membres : deux musulmans et deux non-musulmans.

## Carte
| Adana Ankara Aidın Baghdad Bassora Beyrouth Bosnie Archipel Crète autonome Zor Diyâr-ı Bekr Andrinople Erzurum Alep Hedjaz Hüdavendigâr Constantinople Shkodra Kastamonu Konya Kosovo Mamouret-ul-Aziz Monastir Mosoul Salonique Sivas Syrie Tripoli Trébizonde Ioannina Égypte Van Jérusalem Roumélie orientale Bitlis |

## Liste des vilayets
- Adana
- Alep
- Andrinople (Edirne)
- Ankara
- Archipel
- Aydin (Smyrne)
- Bagdad
- Bassora
- Beyrouth
- Bitlis
- Bosnie (1867-1908)
- Constantinople
- Crète (1867-1898)
- Danube (1864-1878)
- Dersim (1879-1886)
- Diyarbekir
- Erzurum
- Hakkari (1876-1888)
- Hedjaz
- Hüdavendigâr
- Ioannina (1867-1913)
- Karasi (1881-1888)
- Kastamonu
- Konya
- Kosovo (1877-1913)
- Mamouret-ul-Aziz
- Monastir (1874-1877, 1879-1912)
- Mossoul
- Prizren (1871-1877)
- Salonique (1867-1912)
- Scutari (1867-1913)
- Sivas

Vilayets en 1877.

- Syrie (ou vilayet de Damas) (1865–1918)
- Trébizonde
- Tripolitaine (1864-1911)
- Van
- Yémen

## Source de la traduction
- (en) Cet article est partiellement ou en totalité issu de l’article de Wikipédia en anglais intitulé « Vilayet » (voir la liste des auteurs).